# Luna Sea Memorial Cover Album
Luna Sea Memorial Cover Album -Re:birth- é um álbum de tributo a banda Luna Sea, lançado no dia 19 de Dezembro de 2007. Ele contém versões covers das músicas do Luna Sea, performadas por vários artistas. O lançamento do CD coincidiu com o concerto de uma reunião da banda, no dia 24 de Dezembro de 2007.

## Faixas
Todas as faixas escritas e compostas por Luna Sea. 
| N.º            | Título                      | Cover por                                     | Duração |  |
| 1.             | "Déjàvu"                    | Mucc                                          | 5:37    |  |
| 2.             | "Sweetest Coma Again"       | Abingdon Boys School                          | 5:25    |  |
| 3.             | "Storm"                     | Nami Tamaki                                   | 4:45    |  |
| 4.             | "Precious..."               | Merry                                         | 3:25    |  |
| 5.             | "Rosier"                    | High and Mighty Color                         | 4:44    |  |
| 6.             | "I for You"                 | Juichi Morishige                              | 5:16    |  |
| 7.             | "In My Dream (With Shiver)" | LM.C                                          | 5:24    |  |
| 8.             | "End of Sorrow"             | Yu-Ki & DJ Koo do TRF                         | 4:56    |  |
| 9.             | "Love Song"                 | Kannivalism                                   | 7:17    |  |
| 10.            | "Shine"                     | Marty Friedman Vs. Legend e Shinichiro Suzuki | 4:10    |  |
| 11.            | "Wish"                      | SID                                           | 4:36    |  |
| 12.            | "Moon"                      | Masami Tsuchiya                               | 6:16    |  |
| Duração total: | Duração total:              | Duração total:                                | 63:20   |  |